# Dave Winfield
David Mark Winfield (Saint Paul, 3 ottobre 1951) è un ex giocatore di baseball statunitense che ha giocato nel ruolo di esterno nella Major League Baseball (MLB). È stato introdotto nella National Baseball Hall of Fame nel 2001.

## Carriera
Winfield fu scelto nei Draft da quattro squadre di tre diversi sport: dai San Diego Padres come quarto assoluto nel Draft MLB, dagli Atlanta Hawks (NBA) e dagli Utah Stars (ABA) nel basket e, anche se non aveva mai giocato nel college football, dai Minnesota Vikings nel 17º giro del Draft NFL 1973. Optò per giocare a baseball e debuttò nella MLB nel 1973 con una media battuta di .277 in 56 partite. Fu convocato per il suo primo All-Star Game nel 1977, tenutosi nello stadio dei New York Yankees, imponendosi all'attenzione nazionale. Nel 1978 fu nominato capitano dei Padres e nel 1979 batté con .308 con 34 fuoricampo e 118 punti battuti a casa (RBI). Giocò un'ultima stagione con i Padres prima di diventare free agent.

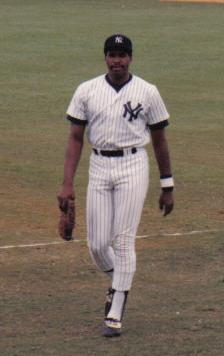
Winfield nel 1983 con gli Yankees

Nel 1981, Winfield firmò un ricco contratto con gli Yankees che lo rese il giocatore più pagato della lega. Nella prima stagione contribuì in maniera decisiva alla vittoria del pennant dell'American League ma disputò delle World Series sotto la media. Dal 1981 al 1984, Winfield produsse più punti di chiunque altro nella MLB. Nel 1984, lui e il compagno Don Mattingly ingaggiarono una memorabile battaglia per il titolo di miglior battitore in cui Mattingly vinse per appena .003 punti l'ultimo giorno della stagione; Winfield concluse con una media di .340. Nelle ultime settimane della sfida, apparve chiaro che la maggior parte dei tifosi fosse dalla parte di Mattingly.  Winfield affrontò la questione notando che lo stesso successe nel 1961 quando Mantle e Maris competerono per il record di fuoricampo.
Nel 1989, Winfield perse tutta la stagione a causa di un infortunio alla schiena e a metà dell'anno successivo fu scambiato coi California Angels. Nel 1992, firmò come battitore designato per i Toronto Blue Jays, rimanendo ancora un battitore produttivo superati i 40 anni. Quell'anno la squadra raggiunse le sue prime World Series e Winfield nel finale di gara 6 batté il decisivo doppio da 2 punti che diede alla squadra il titolo nell'11º inning. Fu il terzo giocatore più vecchio di sempre a colpire da extra base alle World Series dopo Pete Rose ed Enos Slaughter. Le ultime stagioni della carriera le disputò con i Minnesota Twins (1993-1994) e i Cleveland Indians (1995). Nel 1999, The Sporting News lo inserì al 94º posto nella classifica dei migliori cento giocatori di tutti i tempi.

## Palmarès

### Club
- World Series: 1

Toronto Blue Jays: 1992

### Individuale
- MLB All-Star: 12

1977–1988
- Guanti d'oro: 7

1979, 1980, 1982–1985, 1987
- Silver Slugger Award: 6

1981–1985, 1992
- Leader della National League in punti battuti a casa: 1

1979
- Numero 31 ritirato dai San Diego Padres
- Club delle 3000 valide